# Championnat des îles Féroé de football 1984
Navigation
1. Deild 1983 1. Deild 1985
La saison 1984 du Championnat des îles Féroé de football était la 43e édition de la première division féroïenne à poule unique, la 1. Deild. Les huit meilleurs clubs du pays jouent les uns contre les autres à deux reprises durant la saison, à domicile et à l'extérieur.
En fin de saison, le dernier du classement est relégué et remplacé par le champion de 2. Deild.
C'est le B68 Toftir qui remporte le championnat cette saison en terminant en tête du championnat, avec 2 points d'avance sur le TB Tvoroyri et 5 points sur le HB Torshavn. C'est le tout premier titre de champion de l'histoire du club. Le tenant du titre, le GI Gota, ne prend que la 6e place du classement, à 10 points du B68 Toftir.
Le GI Gota perd son titre mais aussi la finale de la Coupe des îles Féroé face au HB Torshavn.
En bas du classement, le GI Gota, le KÍ Klaksvík et le NSI Runavik, échappent de peu à la relégation, ils laissent la dernière place au B36 Tórshavn, 5 fois champion national, pour un écart d'un seul point.

## Les clubs participants
- B36 Tórshavn
- B68 Toftir
- GI Gota - Tenant du Titre
- HB Tórshavn
- KÍ Klaksvík
- LIF Leirvik
- NSI Runavik - Promu de 2. Deild
- TB Tvøroyri

## Compétition

### Classement
Le barème de points servant à établir le classement se décompose ainsi :
- Victoire : 2 points
- Match nul : 1 point
- Défaite : 0 point

| Rang | Équipe          | Pts | J  | G | N | P | Bp | Bc | Diff |
| ---- | --------------- | --- | -- | - | - | - | -- | -- | ---- |
| 1    | B68 Toftir      | 21  | 14 | 9 | 3 | 2 | 25 | 14 | +11  |
| 2    | TB Tvoroyri     | 19  | 14 | 8 | 3 | 3 | 26 | 15 | +11  |
| 3    | HB Torshavn (C) | 16  | 14 | 6 | 4 | 4 | 28 | 24 | +4   |
| 4    | LIF Leirvik     | 13  | 14 | 4 | 5 | 5 | 19 | 18 | +1   |
| 5    | KÍ Klaksvík     | 11  | 14 | 2 | 7 | 5 | 27 | 27 | 0    |
| 6    | GI Gota (T)     | 11  | 14 | 4 | 3 | 7 | 18 | 24 | -6   |
| 7    | NSI Runavik (P) | 11  | 14 | 2 | 7 | 5 | 19 | 27 | -8   |
| 8    | B36 Tórshavn    | 10  | 14 | 3 | 4 | 7 | 15 | 28 | -13  |

|  | Vainqueur du championnat 1984                                                                    |
|  | Relégation en 2. Deild                                                                           |
|  | (T) Tenant du titre (C) Vainqueur de la Coupe des îles Féroé (P) Club promu de deuxième division |

### Résultats[n 1]
| Résultats (▼dom., ►ext.) | B36 | B68 | GÍG | HB  | KÍ  | LIF | NSÍ | TBT |
| B36 Tórshavn             |     | 1-4 | 2-0 | 1-1 | 1-7 | 1-0 | 1-1 | 1-2 |
| B68 Toftir               | 3-0 |     | 3-2 | 2-1 | 1-1 | 1-0 | 1-1 | 2-1 |
| GI Gota                  | 1-1 | 1-3 |     | 0-1 | 1-2 | 2-2 | 0-0 | 1-3 |
| HB Tórshavn              | 2-2 | 2-2 | 1-3 |     | 2-2 | 1-4 | 4-2 | 1-0 |
| KÍ Klaksvík              | 1-2 | 1-2 | 1-2 | 2-3 |     | 1-1 | 3-3 | 2-5 |
| LIF Leirvik              | 1-0 | 2-0 | 1-2 | 1-3 | 1-1 |     | 2-2 | 2-1 |
| NSI Runavik              | 3-1 | 0-1 | 1-3 | 1-6 | 1-1 | 2-1 |     | 1-1 |
| TB Tvøroyri              | 2-1 | 1-0 | 3-0 | 2-0 | 2-2 | 1-1 | 2-1 |     |

## Bilan de la saison
| Championnat des îles Féroé de football 1984 |                        |
| Champion                                    | B68 Toftir (1er titre) |
| Coupes et trophées                          |                        |
| Vainqueur de la Coupe des îles Féroé 1984   | HB Torshavn            |
| Promotions et relégations                   |                        |
| Promus en 1. deild                          | IF Fuglafjordur        |
| Relégués en 2. deild                        | B36 Tórshavn           |